# Monument aux morts d'Onesse-et-Laharie
Le monument aux morts d'Onesse-et-Laharie est l'œuvre du sculpteur Henri Charlier. Il est inscrit aux monuments historiques par arrêté du 5 juillet 2005.

## Présentation
Le monument aux morts se situe dans l'enceinte du cimetière de la commune. La décision de sa construction est prise par le conseil municipal en 1921. Sa réalisation est confiée aux architectes Henri Dépruneaux et Charles Sanlaville. En 1925, le conseil municipal décide de le compléter par une statue, dont il confie l'exécution à Henri Charlier.
La statue représente une femme agenouillée au-dessus du caveau contenant les corps des soldats de la commune morts pour la patrie, dont les noms sont gravés sur une plaque. Une croix fait face à la statue. Un bas-relief y représente un poilu blessé et un soldat pris au piège de barbelés, la sculpture d'un berger et de pommes de pin vient compléter l'ensemble dans une évocation du département.
Auteur de diverses œuvres d'art, telles que la Vierge du cloître de Solesmes, le gisant de Dom Guéranger ou bien encore douze apôtres de quatre mètres de haut au Canada, Charlier renouvelle à Onesse-et-Laharie sa technique de la sculpture à taille directe dans la pierre, sans modelage préalable ni plâtre, simplement aidé de dessins préparatoires.